# Nitela lucens
Nitela lucens é uma espécie de insetos himenópteros, mais especificamente de vespas pertencente à família Crabronidae.
A autoridade científica da espécie é Gayubo & Felton, tendo sido descrita no ano de 2000.
Trata-se de uma espécie presente no território português.